# Takehiro Hayashi
Takehiro Hayashi (japanisch 林 威宏 Hayashi Takehiro; * 23. Januar 1976 in der Präfektur Chiba) ist ein ehemaliger japanischer Fußballspieler.

## Karriere
Hayashi erlernte das Fußballspielen in der Universitätsmannschaft der Risshō-Universität. Seinen ersten Vertrag unterschrieb er 1998 bei Otsuka Pharmaceutical (heute: Tokushima Vortis). Der Verein spielte in der zweithöchsten Liga des Landes, der Japan Football League. 2004 wurde er mit dem Verein Meister der Japan Football League und stieg in die J2 League auf. Ende 2006 beendete er seine Karriere als Fußballspieler.